# 이민하 (성우)
이민하(1980년 4월 23일 ~ )는 대한민국의 성우로, 2004년 문화방송 성우극회 공채 17기로 입사했다. 본명이 이선영이지만 KBS 7기 성우이신 이선영씨의 성함과 똑같아서 현재의 예명인 이민하로 바뀌었다. 현재 MBC 뉴스데스크의 헤드라인 뉴스 해설위원으로 활동하고있다.

## 출연작품

### 만화
- 데스노트 (챔프) - 할 리드너
- 러키 스타 (애니박스) - 이와사키 미나미
- 에어 (애니맥스) - 우라하
- 클라나드 (애니박스) - 스노하라 메이
- 먹티와 잼잼 (MBC) - 먹티
- 맥스 스틸 (애니맥스) - 캣
- 파이널 판타지 (MBC) - 과학자
- 노다메 칸타빌레 파리편 (애니맥스) - 세이코 / 엘리제
  - 노다메 칸타빌레 피날레 (애니맥스) - 세이코
- xxx HOLIC (애니박스) - 마루
  - xxx HOLIC 극장판 - 한 여름의 꿈 (애니박스) - 마루
- 스모모모모모모 ~지상최강의 신부~ (애니박스) - 준코 / 토모코 / 백호 / 간호사 / 루미 / 치즈루
- 포코냥 (대원방송) - 엄마 / 예지
- 로라와 버지니아 (니켈로디언) - 수지
- 디그레이맨 (애니맥스)
- 바질리스크 ~코우가인법첩~ (애니박스) - 카게로
- 소년탐정 김전일 (챔프) - 애거사
- 타스의 풀이풀이 사자성어 (MBC)
- 내친구 마카다 (MBC)
- 피터팬: 후크 선장과 결투의 날 - 웬디

### 영화
- 호스티지 (MBC) - 토미 스미스 (지미 베넷)
- 미션 임파서블 3 (MBC) - 린지 패리스 (케리 러셀)
- 마더 테레사 (MBC)
- 터미네이터2 (MBC)
- 트루 라이즈 (MBC) - 제니스(제인 모리스)
- 이탈리안 잡 (MBC) - 경찰(타미 커빌레트) / 어린 찰리(조엘 호먼)
- 상하이 나이츠 (MBC)
- 80일간의 세계일주 (MBC) - 암살범(매기 큐) / 사기녀(나탈리 스펄)
- 웰컴 투 정글 (MBC)
- 이연걸의 탈출 (MBC)
- 더 록 (MBC) - 제이드 (클레어 포라니)
- 스내치 (MBC)
- 연인 (MBC) - 기녀1
- 레이디 킬러 (MBC) - 흑인 종업원(제니퍼 에콜스)
- 지옥의 베를린 타워 (MBC) - 직원(알요나 브라이스치)
- 코러스 (MBC) - 르클렉 (시릴 버니코트) 외
- 더 퀸 (MBC)
- 황후화 (MBC)
- 세컨핸드 라이온스 (MBC)
- 노브레인 레이스 (MBC)
- 알렉산더 (MBC) - 로산느(로사리오 도슨)
- 아이 스파이 (MBC)
- 천녀유혼 (MBC) - 여요
- 디 아워스 (MBC)
- 코어 (MBC) - 데니(레카 샤르마) / 남자 아이의 엄마(니콜 르루)
- 버드가의 섬 (MBC)
- 일본침몰 (MBC)
- 코로나도 (MBC)
- 에어 포스 원 (MBC) - 비서(도나 불럭)
- 나비효과 (MBC) - 7세 토미 (캐머런 브라이트)
- 투모로우 (MBC)
- 무인 곽원갑 (MBC) - 어린 경손(주기륭)
- 미션 (MBC) - 카를로타(체리 런기)
- 히 러브스 미 (MBC)
- 젠틀맨 리그 (MBC) - 녹음 기사(엘렌 사바리아)
- 제르미날 (MBC)
- 프로텍션 (MBC)
- S.W.A.T. 특수기동대 (MBC) - 캐시(루신다 제니)
- 아이엠 샘 (MBC)
- 실버호크 (MBC)
- 브루스 올마이티 (MBC) - 방송사 앵커(세이다 페이건)
- 어바웃 어 보이 (MBC) - 엘리 (냇 가스티엔 테나), 캐롤라인 (재닌 더비츠키)
- 스타트렉9 : 최후의 반격 (MBC) - 퍼림
- 픽쳐 클레어 (MBC)
- 엘프 (MBC) - 여자 아이(리디아 로슨 베어드)
- 사선에서 (MBC)
- 윈스턴 처칠의 젊은 시절 (MBC)
- 옹박 (MBC) - 매완
- 본 아이덴티티 (MBC) - 클린스 비서 (델핀 랑송)
- 콘헤드 대소동 (MBC) - 교장
- 빠삐용 (MBC)
- 일렉션 (MBC) - 미셀
- 제니퍼 연쇄 살인사건 (MBC) - 아만다 (데본 에이어)
- 써머스비 (MBC) - 엘리
- 헨리 이야기 (MBC)
- 동방삼협2 (MBC)
- 산드라 블록의 28일 동안 (MBC) - 헬렌
- 뉴욕의 가을 (MBC)
- 옹박 - 두 번째 미션 (MBC) - 방송 앵커(큔야라타나 린자로엔숙)
- 슬립 허, 쉬즈 프렌치 (MBC)
- 천녀유혼2 (MBC)
- 세 얼간이 (MBC) - 라주의 엄마(아마르딥 자)

### 외화시리즈
- 스몰빌 (MBC) - 리포터
- 24(MBC)
- CSI 과학수사대(MBC)
- CSI 뉴욕(MBC)
- CSI 마이애미(MBC)

### 방송
- MBC 뉴스데스크(MBC)

### 게임
- 삼국지 온라인
- 나인티 - 나인 나이츠 - 퓨로

## 같이 보기
- 문화방송 성우극회